# Panorpa neglecta
Panorpa neglecta är en näbbsländeart som beskrevs av Carpenter 1931. Panorpa neglecta ingår i släktet Panorpa och familjen skorpionsländor. Inga underarter finns listade i Catalogue of Life.